# Maya Gabeira
Maya Reis Gabeira (Río de Janeiro,10 de abril de 1987) es una surfista brasileña que en 2020 fue reconocida por el Libro Guinness de los récords como la mujer que surfeó la ola más alta en la historia.

## Puntos destacados de su carrera
En 2009, Gabeira ganó el premio ESPY a Mejor atleta de deportes de acción femenina. Más tarde ese año, Gabeira surfeó la ola más grande surfeada por una mujer cuándo montó exitosamente una ola de unos 14 metros en Dungeons, Sudáfrica.
En 2010,  fue galardonada con el premio Billabqong Girls Best Overall Performance con un récord de cuatro años consecutivos.
El 28 de octubre de 2013, Gabeira perdió la consciencia y casi se ahoga mientras surfeaba una ola cerca de Nazaré, Portugal, causada por la tormenta St Jude; ella fue salvada por su amigo brasileño, el surfista Carlos Burle, terminando en el hospital.
En 2016 el documental Return to Nazaré cómo Maya Gabeira, surfista de olas grandes, vuelve a Nazaré tras haber sufrido un terrible accidente surfeando en esa misma playa. Es el retrato de una lucha para superar obstáculos, tanto físicos como mentales.
El 1 de octubre de 2018 fue premiada por surfear un muro de agua de 20,7 metros de alto que hasta la fecha era la ola más grande que surfeada por una mujer. Lo logró el 18 de enero de ese año en esa misma playa de Nazaré.
En febrero de 2020, Gabeira surfeó una ola de 22,4 metros en la playa portuguesa de Nazaré batiendo nuevamente el récord del mundo femenino y convirtiéndose en 2020 en la persona en surfear la ola más alta, por delante de la francesa Justine Dupont, a la que superó por menos de un metro de distancia, y del estadounidense Kai Lenny que surfeó una ola de 21,33 metros, que fue el ganador en la categoría masculina. En septiembre de 2020, el libro Guinness de los récords reconoció a Gabeira como la mujer en surfear la ola más alta de la historia, creando por primera vez la categoría femenina para registrar este hecho.
Gabeira ha luchado por el derecho de las mujeres a tener su propio récord mundial en el surf de olas grandes durante tiempo. La WSL y los Récords Mundiales Guinness han reconocido finalmente su solicitud y se ha creado esta nueva categoría.
Sus patrocinadores actuales incluyen Billabong y Red Bull.

## Vida personal
El padre de Gabeira es Fernando Gabeira, uno de los miembros fundadores del Partido Verde de Brasil.  Su padre es también un exmiembro de un grupo guerrillero responsable del secuestro del Embajador de EE. UU. en Brasil, Charles Elbrick, en 1969.

## Premios y reconocimientos
- 2018 primer premio Women’s XXL Biggest Wave Award (a la ola más grande surfeada por una mujer) de la Liga Mundial de Surf.
- 2020 récord del mundo a la ola más grande jamás surfeada, tanto por una mujer como por un hombre (Nazaré, febrero de 2020).